# روبرت إيميت لي
روبرت إيميت لي (بالإنجليزية: Robert Emmett Lee)‏ هو سياسي أمريكي، ولد في 12 أكتوبر 1868 في بوتسفيل في الولايات المتحدة، وتوفي بنفس المكان في 19 نوفمبر 1916. حزبياً، نشط في الحزب الديمقراطي. وقد انتخب عضو مجلس النواب الأمريكي.